# Todos contra mí
Todos contra mí fue un programa de televisión de formato entretenimientos uruguayo. Fue producido y emitido por Teledoce, y presentado por Federico Buysán, junto a un panel integrado por Rosario Castillo, Raúl Castro, Martina Graf, Diego Jokas, Camila Cibils, Diego Ruete, Daniel K y Martín Fablet.
La primera emisión del programa fue el día 3 de diciembre del año 2018, y finalizó el 12 de julio de 2019, tras ocho meses al aire.

## Descripción
Cada programa, un participante llega al programa a intentarse llevar el monto final (cien mil pesos uruguayos (UYU)), y un duelo final donde se puede ganar un Auto OKM, mediante preguntas y respuestas, donde compite con los famosos integrantes del panel. Hay doce categorías, el participante tiene que elegir una, y elegir contra que famoso competir. Luego, se hace una pregunta, y si el famoso gana, el participante pierde una vida (tiene tres), pero si el participante gana, gana el primer premio, y el famoso se retira.
El juego culmina cuando el participante le gana a todos los famosos, y se gana el premio mayor, o cuando el participante pierde con tres famosos, y pierde sus tres vidas y abandona el juego.
Valores:
- Piso 1: $1.000
- Piso 2: $3.000
- Piso 3: $10.000
- Piso 4: $15.000
- Piso 5: $20.000
- Piso 6: $30.000
- Piso 7: $50.000
- Piso 8: $100.000
- Duelo final: un auto 0KM.

Cada juego está disponible en el sitio web del programa.

## Programa

### Casting y preparativos
El casting del programa comenzó en octubre del 2018, cerca de dos meses antes del estreno del programa. El canal buscaba a los próximos participantes y la convocatoria del casting estuvo dirigida a "gente simpática, con ánimo de demostrar sus conocimientos pero en especial con ganas de pasarlo bien". El programa se presentaba como un formato original de preguntas y respuestas. Luego de cerca de un mes, fue confirmado como conductor el periodista deportivo uruguayo Federico Buysán, y al correr de los días, se confirmaron los integrantes del panel.

### Emisión
La primera emisión del programa se llevó a cabo el día lunes 3 de diciembre del año 2018, por el canal de televisión Teledoce, al término de Telemundo, en el horario de las 21:15 horas.
Las primeras emisiones se emitieron los lunes (excepto dos, ya que eran Navidad y Año Nuevo). Así fue hasta la vigésimo segunda emisión, ya que la emisión cambió a los días martes, y así se emitieron por diez semanas. Finalmente, el programa contó con 31 programas, uno por semana, emitidos a lo largo de ocho meses. Fue terminado el día 12 de julio del año 2019.